# پرسیاوشیان
پرسیاوشیان (Adiantaceae) نام یکی از تیره‌های گیاهی است.
پرسیاوشیان تیره‌ای از پرسرخس‌سانان (Pteridales) زمینی یا بالاروندهٔ رورُست کوچک یا متوسط است با ریشه‌ای در خاک که دارای زمین‌ساقهٔ بلند و خزنده و اِستِل لوله‌ای solenostelic است؛ قسمت‌های جوان این گیاه با فلس‌هایی باریک و تیره و غیرسپری non-pelate پوشیده شده است.